# John Swab
John Swab (* 16. September 1988 in Tulsa, Oklahoma) ist ein US-amerikanischer Filmregisseur, Drehbuchautor und Filmproduzent, der durch Kinofilme wie Body Brokers oder Ida Red international bekannt wurde.

## Leben und Karriere
Der 1988 in Tulsa im Bundesstaat Oklahoma geborene und aufgewachsene John Swab begann seine Karriere als Filmregisseur, Drehbuchautor und Produzent 2014 mit dem Kurzfilm Judas’ Chariot. 
Im Jahre 2016 realisierte Swab seinen ersten eigenen Spielfilm zusammen mit Corey Asraf, ein Kriminaldrama mit Marilyn Manson und Mark Boone Junior in den Hauptrollen. 2019 inszenierte er dann die Filmproduktion Run with the Hunted mit Ron Perlman, Michael Pitt und William Forsythe, der auf verschiedenen Film-Festivals, wie dem Rome Film Festival oder dem Woodstock Film Festival, Nominierungen und wohlwollende Kritiken bekommen hatte. 2021 drehte er dann den Thriller Body Brokers mit Suzanne Wind und Frank Grillo. Noch im gleichen Jahr entstand unter seiner Regie auch der Actionfilm Ida Red in der Besetzung Josh Hartnett, Frank Grillo und Oscar-Preisträgerin Melissa Leo.
Im November 2017 heiratete er die Musikerin und Schauspielerin Sam Quartin, das Paar lebt in Woodstock, New York. 

## Auszeichnungen (Auswahl)
- 2019: Nominierung für den BNL People’s Choice Award in der Kategorie Best Film beim Rome Film Festival für den Spielfilm Run with the Hunted zusammen mit Jeremy M. Rosen.
- 2019: Ehrung mit dem Audience Award beim Woodstock Film Festival in der Kategorie Best Narrative Feature für den Spielfilm Run with the Hunted zusammen mit Jeremy M. Rosen.
- 2019: Nominierung beim Woodstock Film Festival in der Kategorie Best Narrative Feature für den Spielfilm Run with the Hunted zusammen mit Jeremy M. Rosen.

## Filmografie (Auswahl)

### Als Filmregisseur
- 2014: Judas’ Chariot (Kurzfilm)
- 2016: Let Me Make You a Martyr
- 2019: Run with the Hunted
- 2021: Body Brokers
- 2021: Ida Red
- 2023: Little Dixie
- 2023: One Day as a Lion

### Als Drehbuchautor
- 2014: Judas’ Chariot (Kurzfilm)
- 2016: Let Me Make You a Martyr
- 2019: Run with the Hunted
- 2021: Body Brokers
- 2021: Ida Red
- 2023: Little Dixie

### Als Filmproduzent
- 2014: Judas’ Chariot (Kurzfilm)
- 2016: Let Me Make You a Martyr
- 2019: Run with the Hunted
- 2021: Body Brokers
- 2021: Ida Red
- 2023: Little Dixie